# Kosînske, Iampil
Kosînske (în ucraineană Косинське) este un sat în comuna Doroșivka din raionul Iampil, regiunea Sumî, Ucraina.

## Demografie
Componența lingvistică a localității Kosînske
     Ucraineană (100%)
Conform recensământului din 2001, toată populația localității Kosînske era vorbitoare de ucraineană (100%).